# Igreja de São Pedro de Ansemil
San Pedro de Ansemil é a igreja paroquial de Ansemil, no concelho pontevedrense de  Silleda, na Galiza, Espanha.  Conforma o conjunto uma igreja românica de planta basilical com três naves e três absides, à qual foi encostada uma capela gótica que serviu para soterrar os ataúdes da família dos condes de Deza.

## História

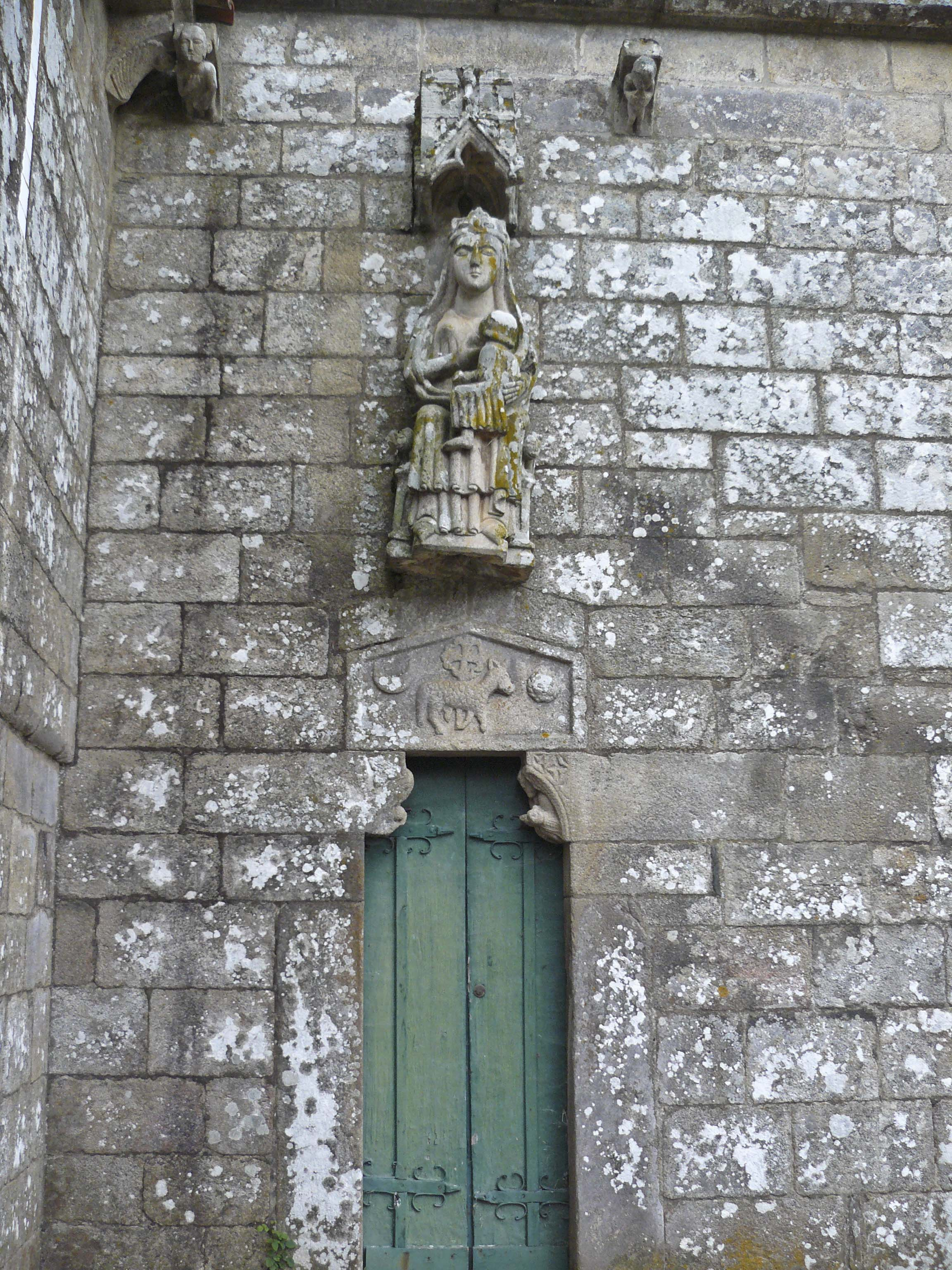
Fachada gótica da Capela dos Deza

É todo o que se conserva de um mosteiro medieval de monjas bentas de bastante importância na comarca, e vizinho do Mosteiro de Carboeiro.
As origens do mosteiro supõe-se que remontam ao mandato do bispo Sisnando, sendo nos seus inícios um mosteiro dúplice. Segundo Antonio López Ferreiro sua origem remontaria ao século IX ou X.. O mesmo autor afirma que no século XII desapareceu a comunidade feminina, mas o mosteiro não deixou de ser citado em diversos documentos, pelo qual se acredita que continuou funcionando uma comunidade religiosa, mas talvez masculina em substituição da feminina. A comunidade feminina voltar-se-ia a integrar no século XIII ou princípios do século XIV.
No século XVI, por ocasião da reforma das comunidades monásticas que iniciaram os Reis Católicos a comunidade uniu-se a San Paio de Antealtares.
Interpreta Bango Torviso que o templo até o primeiro terço do século XII deveu corresponder-se "com uma primitiva estrutura basilical asturiana". Nesse momento far-se-iam restauros do primitivo edifício, nomeadamente na capela central e na fachada ocidental ou principal. Quando em finais do século XIII ou princípios do XIV volta a ser ocupada por uma comunidade feminina constrói-se a capela funerária dos Deza e a porta setentrional, bem como o capitel com cabeça de asno e face humana da capela central.
Considera este autor que esta igreja como muitas outras do românico galego apresenta a sobrevivência de muitas das formas da arte asturiana.

## Características

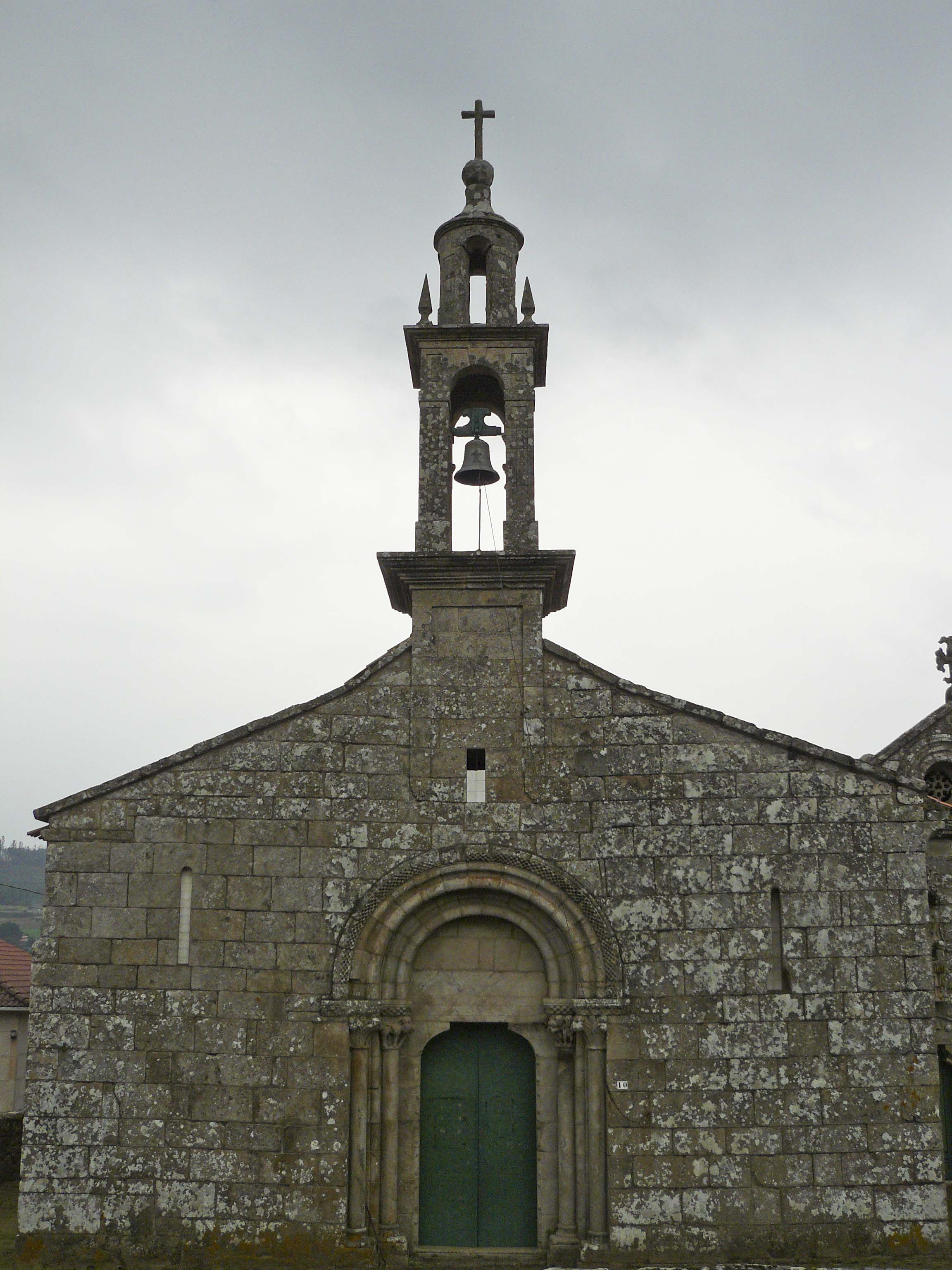
Fachada ocidental

Em nossos dias conservam-se duas construções: uma igreja românica e acaroada ao seu muro sul uma capela gótica. A primeira foi o resultado da reforma de uma construção anterior pré-românica, e deveu terminar-se ao redor de 1171.
No decorativo destacam-se seus capitéis e sobretudo os cachorros exteriores caracterizados por uma grande variedade morfológica e plasticidade.

### Interior
A igreja é de planta basilical de três naves separadas por intercolúnios de arcos semicirculares peraltados e uma abside retangular com duas capelas acrescentadas. Cobre-se com telhado de madeira e as naves dividem-se em trechos por pilares de seção quadrangular no centro e encostados no da testeira e em coluna no muro ocidental. Os pilares são capitelados por uma moldura de ténia e chaflão reto, uns e outros em nacela. As basas com uma moldura em chaflão reto, e uma delas apresenta umas pinhas.
O interior do templo está encalado na sua quase totalidade. No muro ocidental sobre a moderna janela uma cabeça de carneiro reaproveitada pelos construtores da reforma da fachada no século XX. Nos laterais do mesmo muro as duas seteiras abrem-se com derrame interior em arco de volta perfeita.
O muro meridional apresenta uma seteira a meio taipar e um grande arco apontado que comunica com a capela funerária.
As naves cobrem-se de madeira, plana na central e a uma vertente nas laterais.

#### As absides

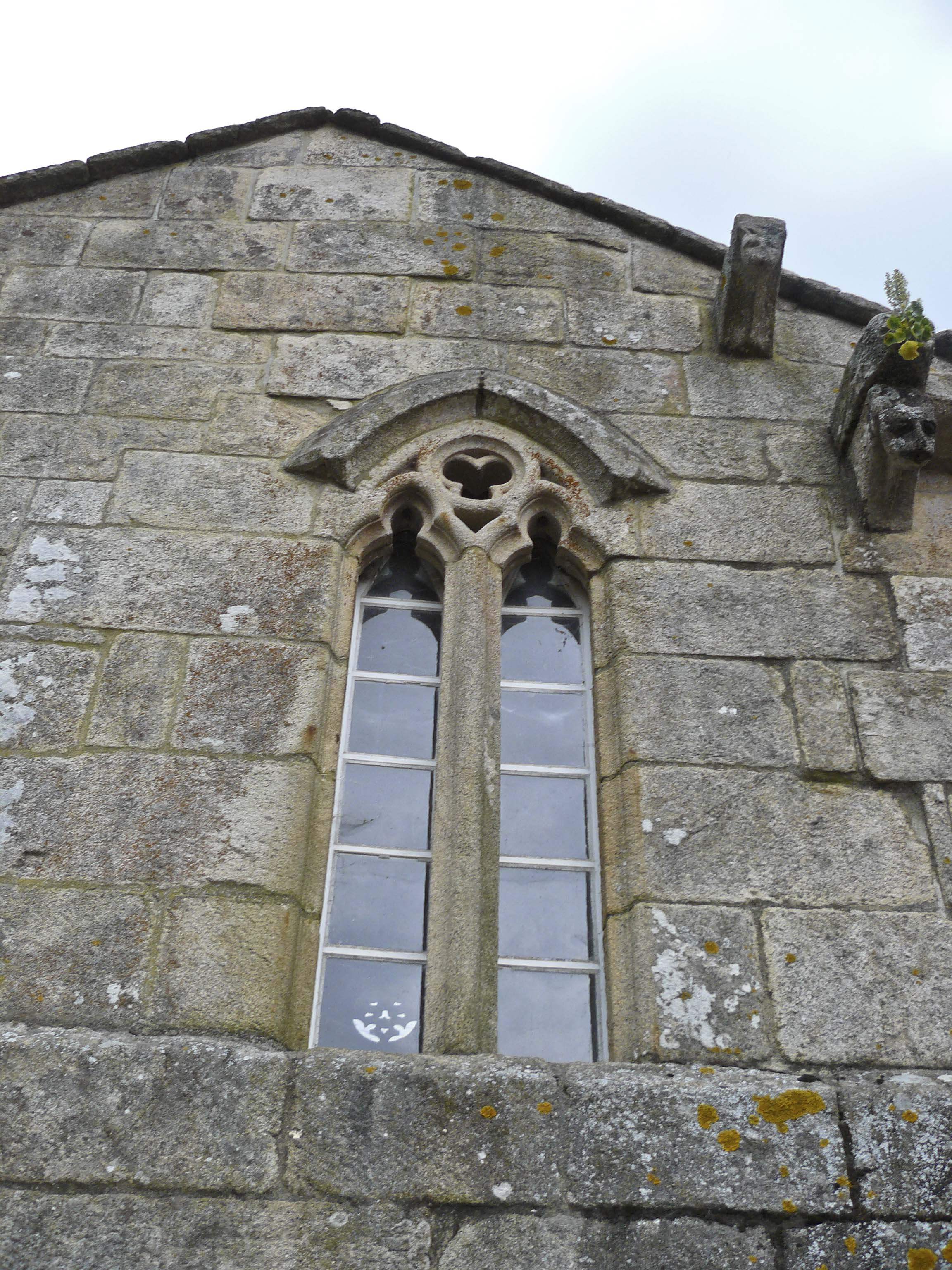
Vão gótico da Capela

A abside lateral meridional abre-se com um arco triunfal de meio ponto peraltado e dobrado apoiado sobre pilastras como que pernas. No interior cobre-se com abóbada de canhão. A abside lateral setentrional aparece fechada por um murete com uma porta no centro. A abóbada desta abside arranca apoiada numa imposta a maior altura que do arco triunfal.
A abside central apresenta um arco semicircular peraltado e dobrado, sobre o qual se encontra uma seteira com derrame interior. Cobre-se com abóbada de canhão enluzida que descansa sobre o arco triunfal e um arco toral que descansam em colunas entregas.
Os capitéis do arco triunfal apresenta motivos vegetais, dois tipos de grandes folhas terminadas em espiral. Os fustes conformam-se por dois tambores de tamanho desigual. As bases são áticas com o plinto arredondado e uma cabecinha de lobo invertida no centro da escota e aos lados duas pomas.
As colunas do arco toral são uma de características similares às do arco triunfal e a outra, a da esquerda, formada por uma base com um plinto e quatro toros estreitos superpostos em degradação e fuste partido em quatro partes desiguais. No capitel folhas alanzoadas e nas caras estreitas uma face humana e uma cabeça de asno.

### Exterior
Exteriormente, o templo não parece ser composto por três naves, já que é um retângulo coberto a duas águas com três absides acrescentadas à cabeceira.

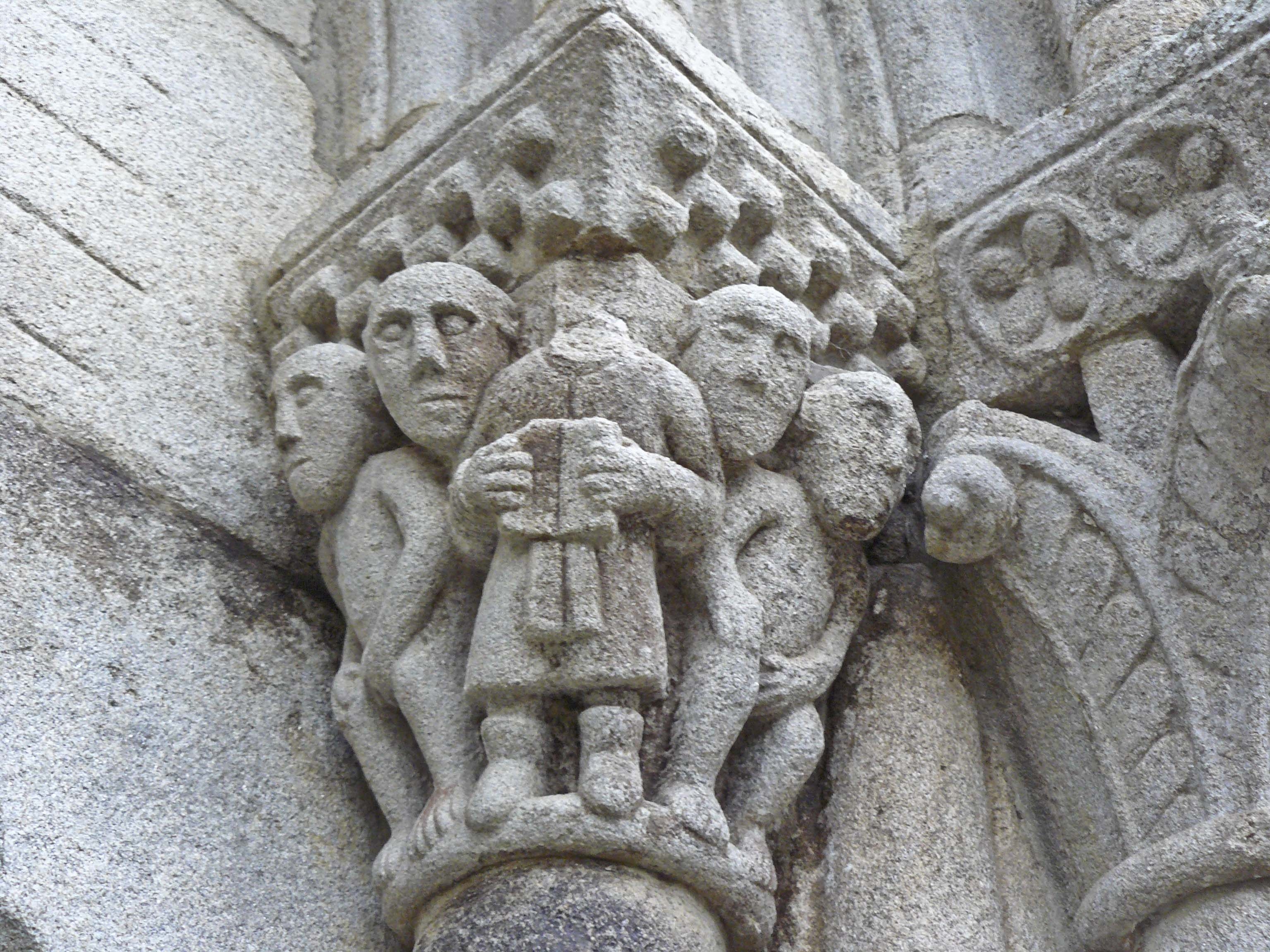
Capitel esquerdo da fachada ocidental

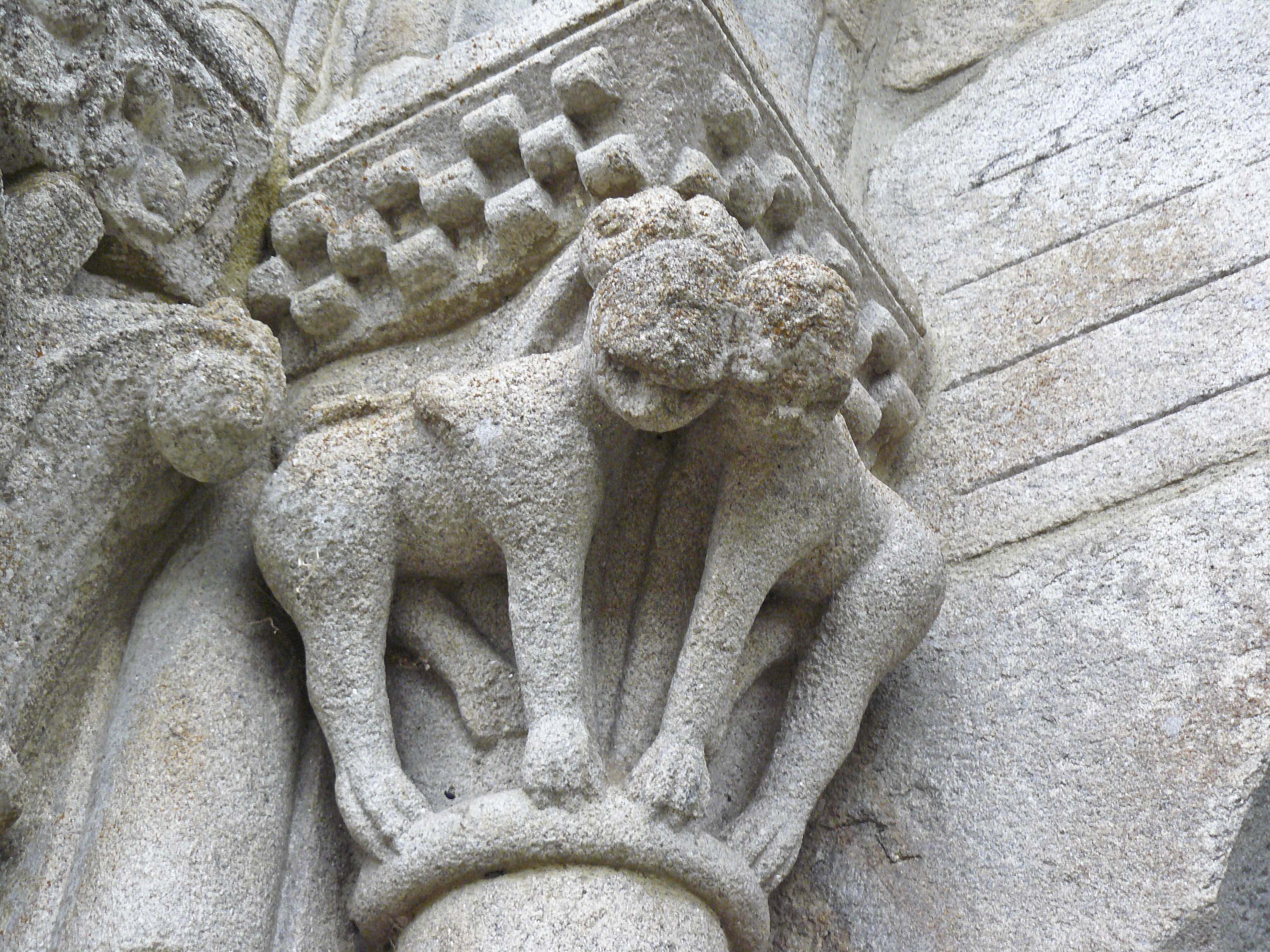
Capitel direito da fachada ocidental

A fachada ocidental é plana, sem contrafortes e terminada com uma torre de princípios do século XX. A ambos os lados da porta abrem-se duas seteiras frente às naves menores e umas janelas geminadas de tempos de Afonso III, elementos reutilizados do primeiro templo. As arquivoltas descansam sobre dois pares de colunas com bases áticas com algumas alterações, fustes monolíticos, lisos e isentos. Os capitéis mais exteriores apresentam motivos vegetais: grandes folhas com vértices terminado em espiral a modo de volutas. Os capitéis interiores, o direito representa dois leões enfrentados e o esquerdo a um homem vestido com túnica e calçado com borcegui sustendo nas mãos sobre o peito um livro aberto. Falta-lhe a cabeça. No mesmo capitel, atrás do homem, duas cabeças humanas e aos lados dois homens despidos com uma mão no muslo e outra nos genitais.
Também não apresentam contrafortes os muros laterais. O muro meridional apenas é visível quatro metros por ter encostada a capela. No beirado apresenta uma decoração com bolas no chaflão do cobrimento, com cachorros de folhas, cabeça de felino e outra de bovídeo. Também se abre com uma seteira. O muro setentrional assemelha modificado. Carece de cornija e de seteiras. Abre-se com uma porta adintelada; o lintel, um enorme perpianho, apresenta trabalhado um arco de volta perfeita e inscrito nele um arquinho pentalobulado (com arcos de ferradura) e no seu interior uma cruz grega.

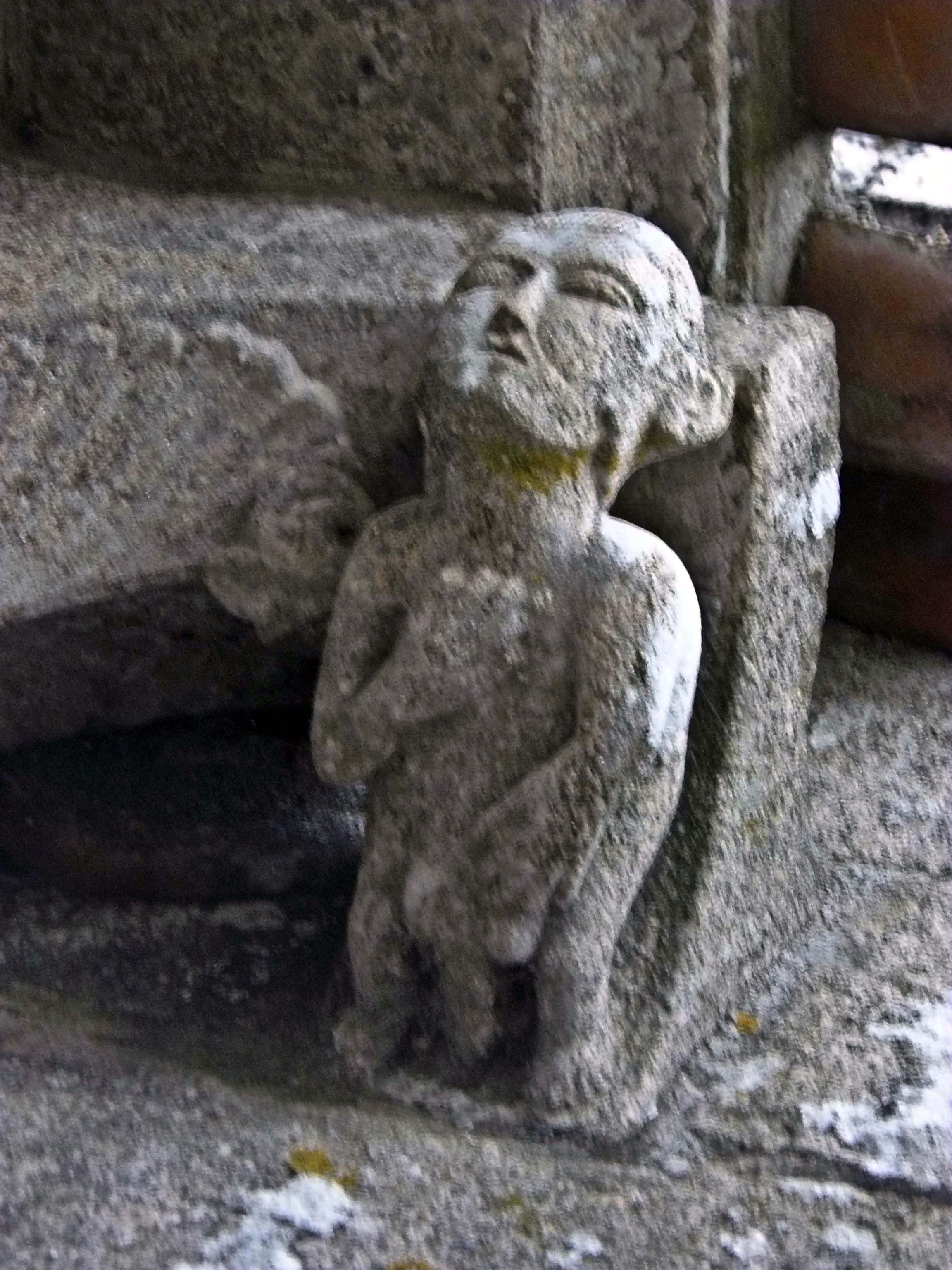
Cachorro erótico

O muro ocidental aparece prolongado por um contraforte que assemelha acrescentado depois. Abre-se com uma pequena seteira. No pinhão do muro um carneiro com uma cruz trebolada de braços flexionados.
As absides são retangulares, sendo a central de maiores proporções. As laterais cobrem-se a uma água e a central a duas. O muro da testeira da abside central abre-se com uma seteira. No muro lateral setentrional, um beirado de chaflão reto com cachorros com cabeça de bovídeo, folha bicuda com poma, uma grande cabeça humana cujo corpo só se representa com as extremidades inferiores encolhidas, um possível felino e um cachorro com um grande baquetão no extremo superior. No muro lateral meridional apresenta uma janela retangular moderna e uma cornija similar à do oposto com cachorros que representam: um animal indeterminado, uma cabeça de bovídeo, um cachorro de voluta, uma figura humana, um de tema irreconhecível e uma cabeça de felino.
Na abside lateral setentrional, o muro da testeira apresenta uma pequena seteira e apresenta por cornija um beirado liso.
A abside lateral meridional apresenta uma morfologia similar à sua oposta. Apresenta, metida na sua parede testeira, um grande cão com uma cabeça de bovídeo com o corno direito roto.

## A capela funerária dos Deza

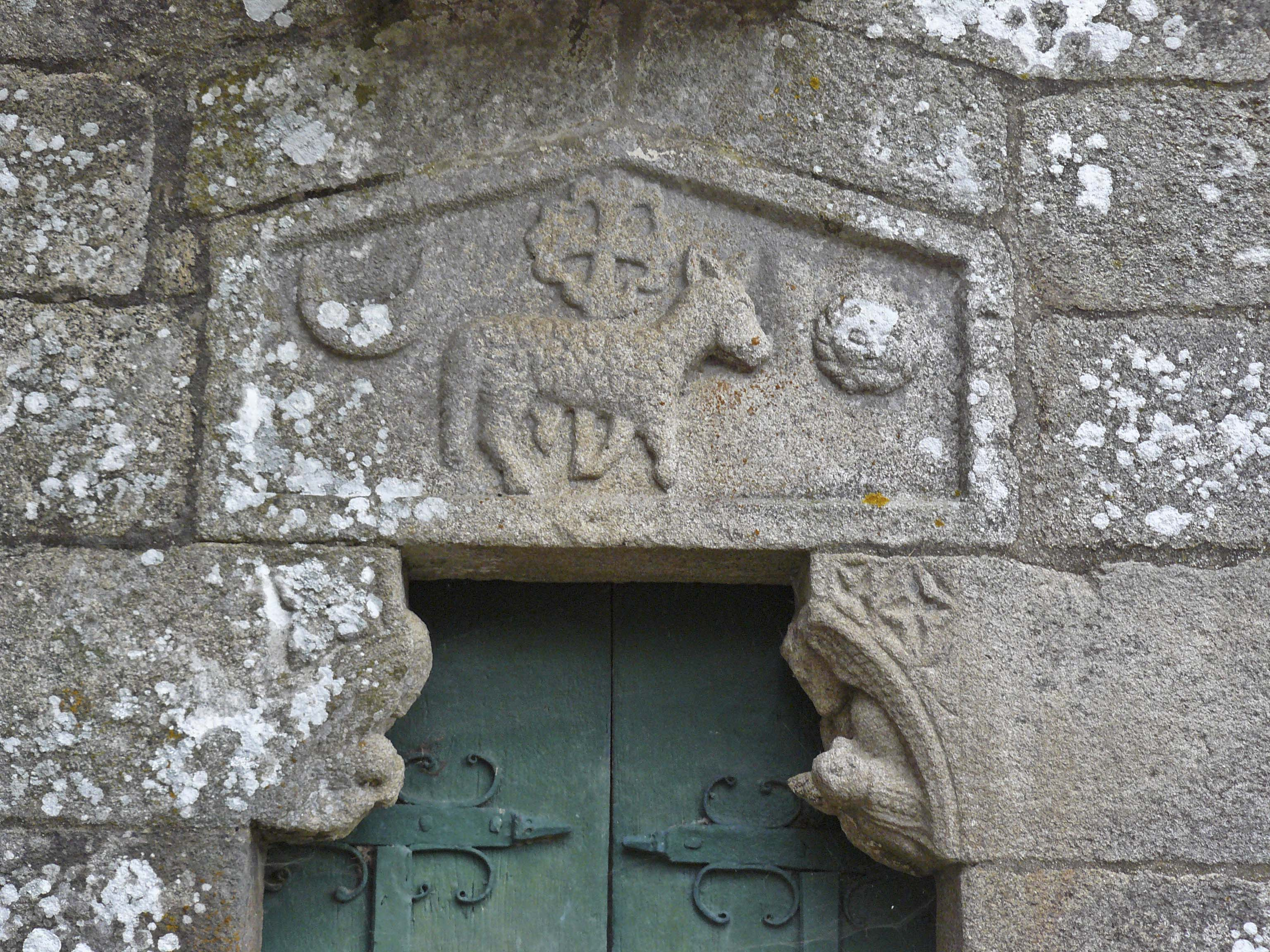
Agnus Dei

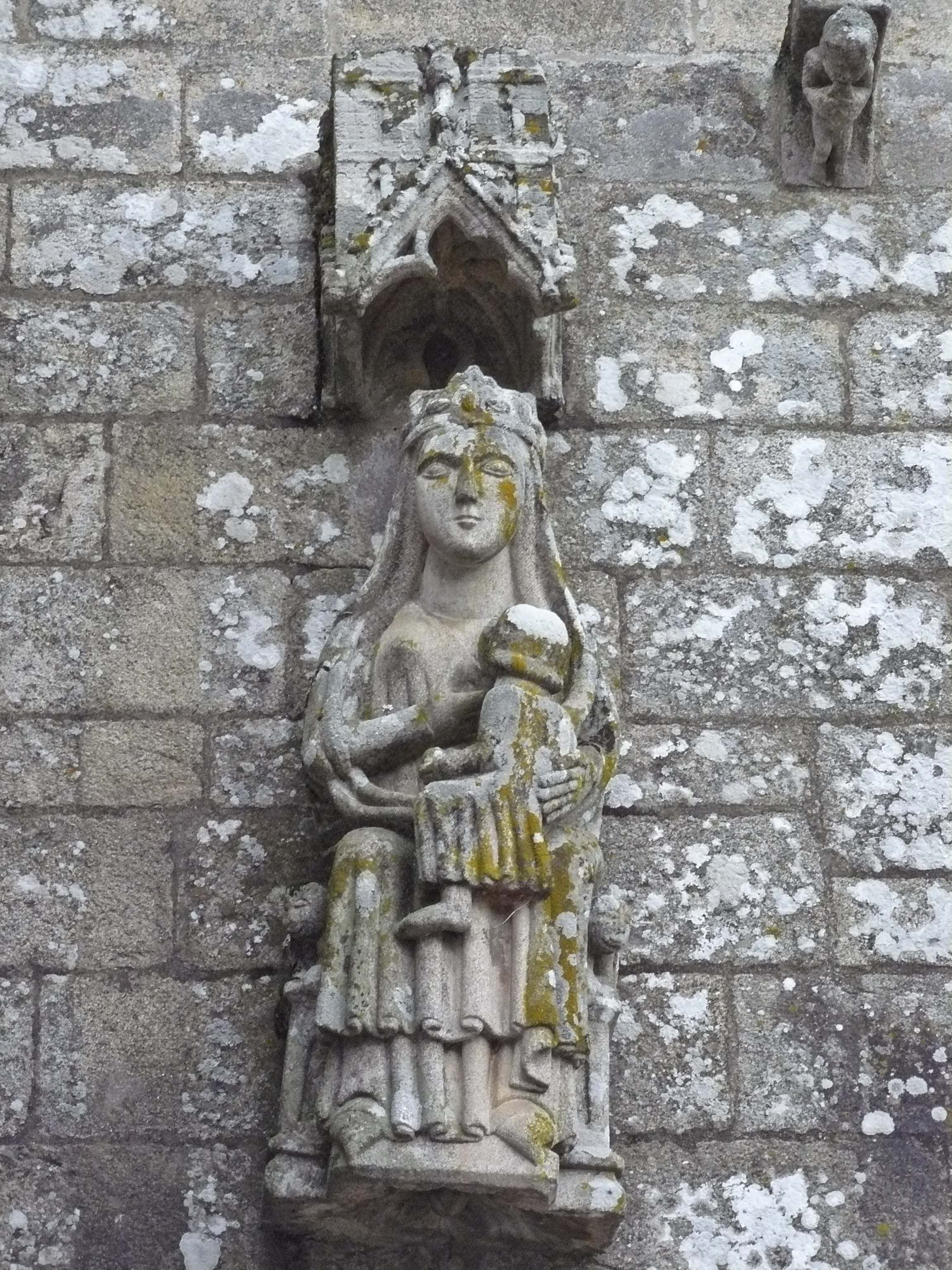
Virgem com o menino

A direita da igreja e unida a ela através de um arco apontado encontra-se a conhecida como Capela senhorial dos Deza, obra gótica do século XIV chamada assim por conservar-se nela o sepulcro de Diego Gómez de Deza, de 1341.
Trata-se de um espaço independente da igreja composto por uma nave e uma abside retangular coberta com abóbada de cruzaria.
Na fachada amostra um lintel com o Agnus Dei junto a uma Virgem com o Menino sentada sob um dossel gótico. Uma rosácea e abundante decoração nos cachorros terminam o conjunto.

## Galeria de imagens: Cachorros

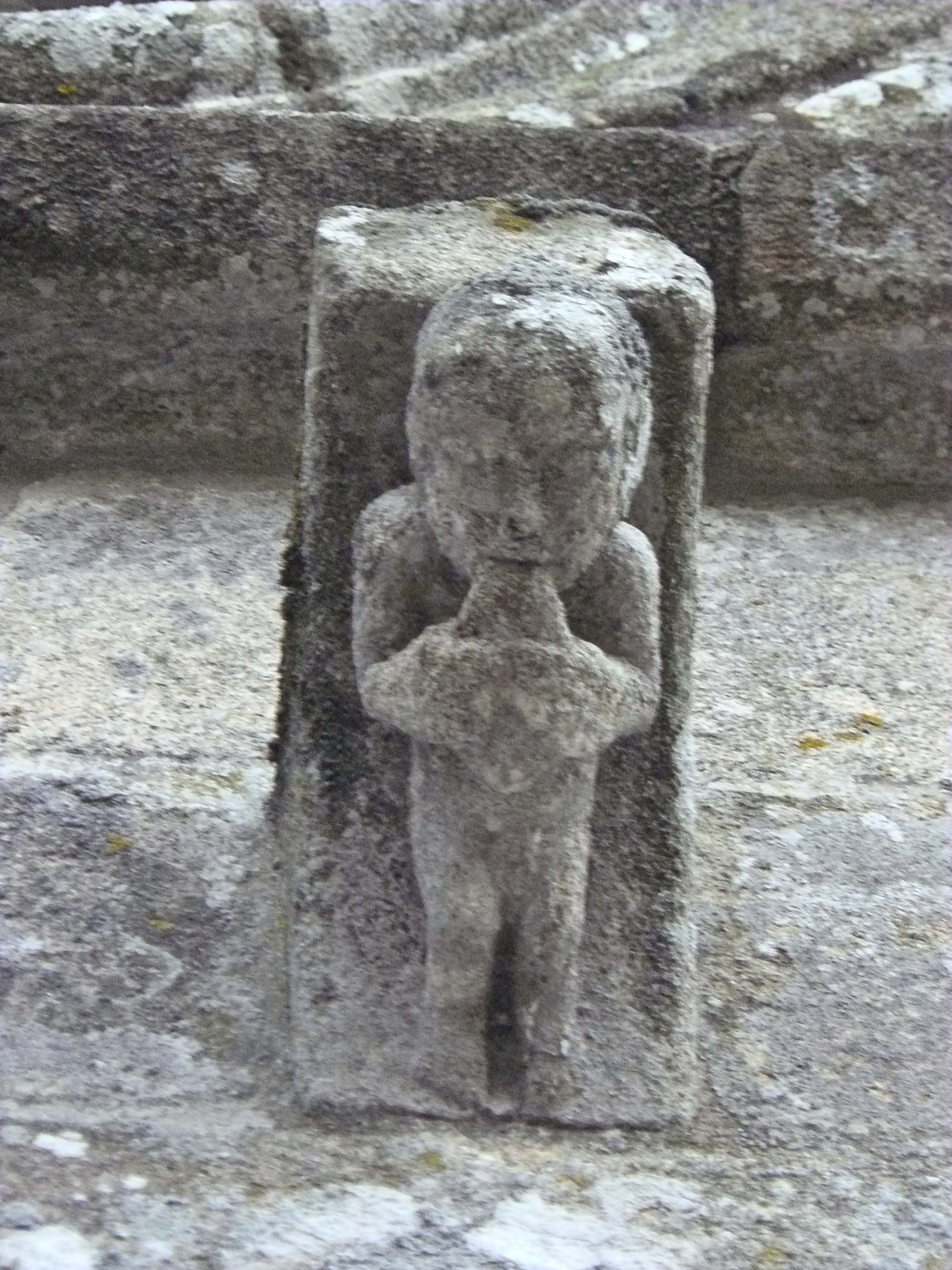
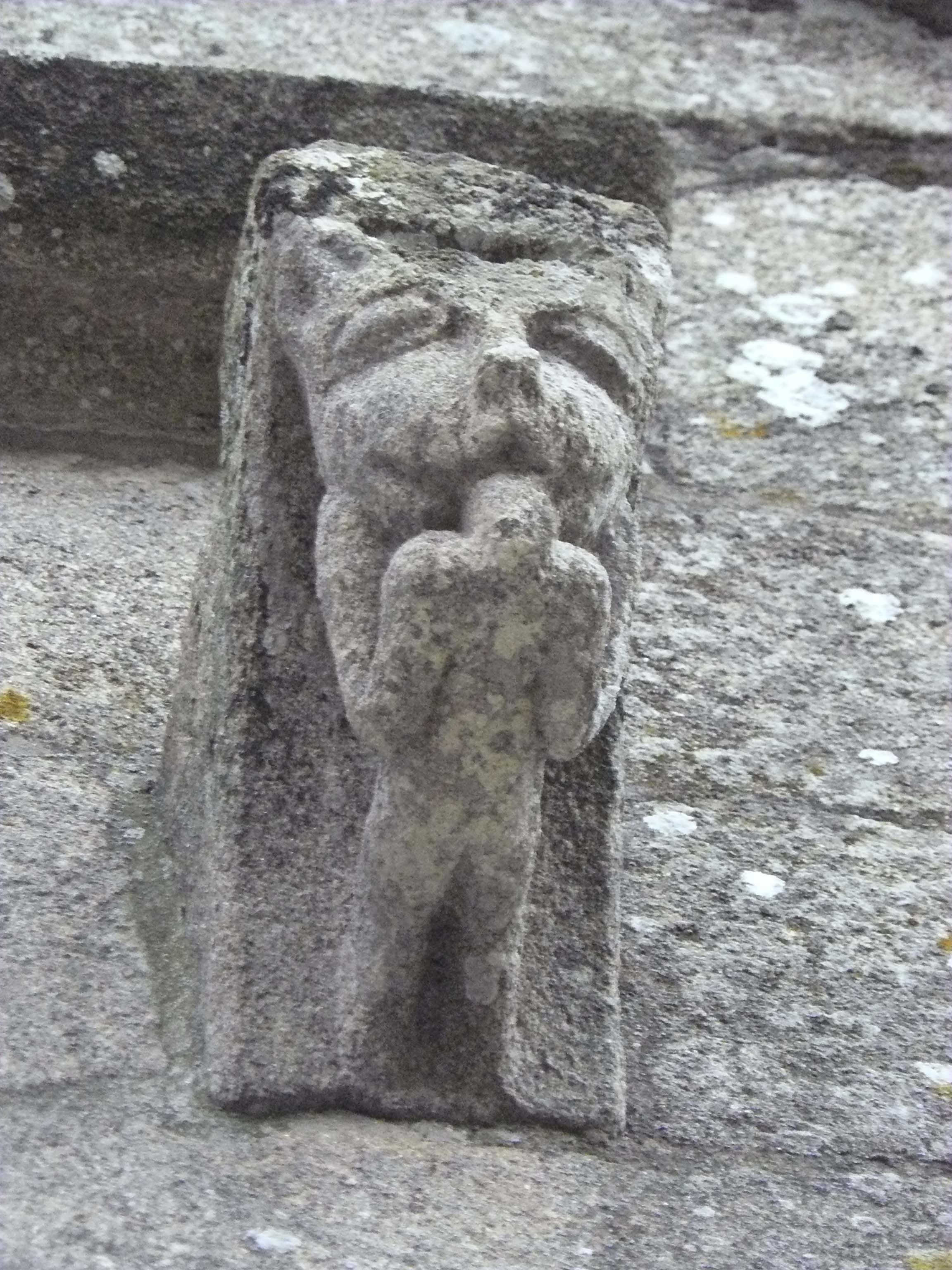
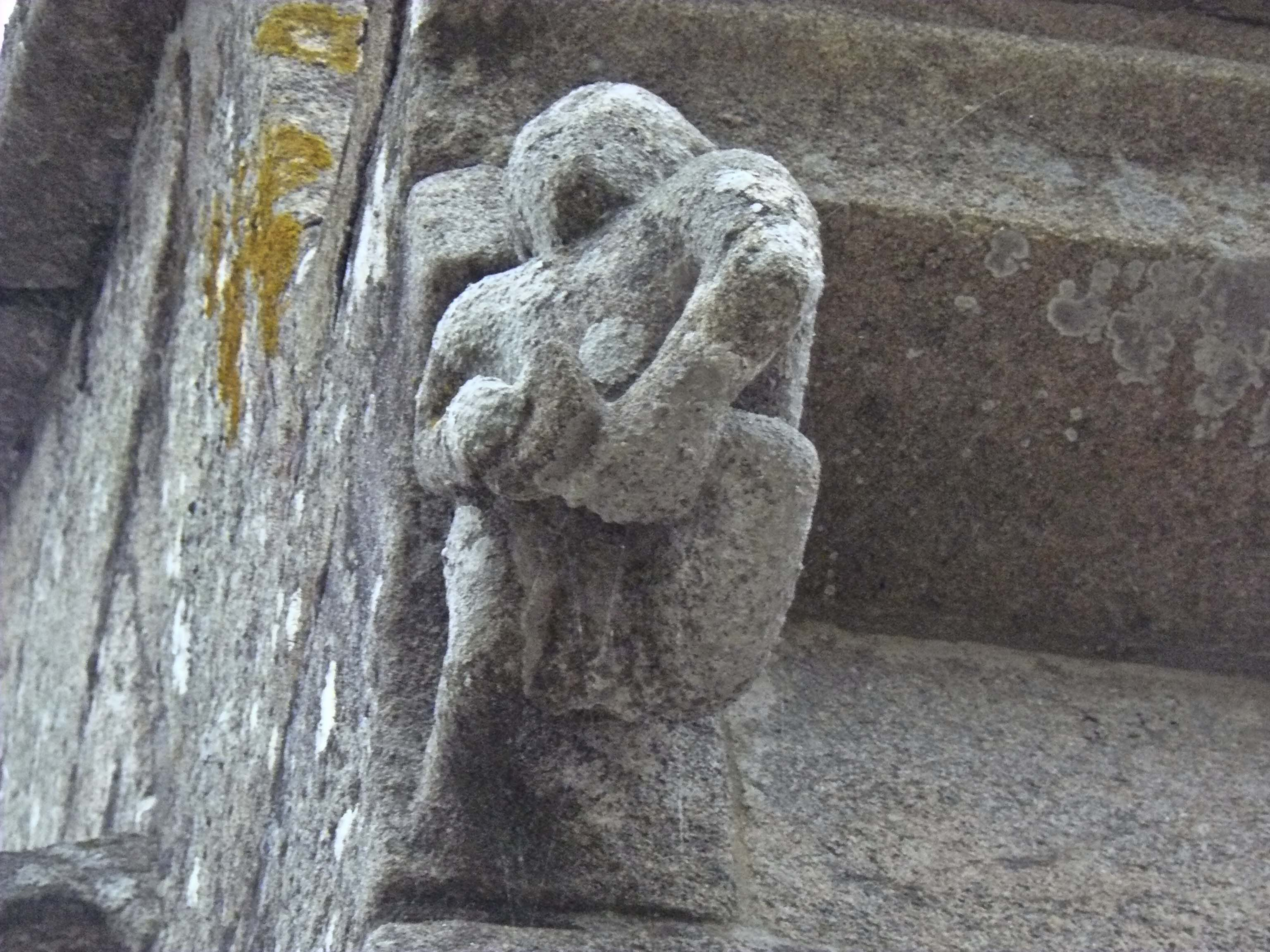
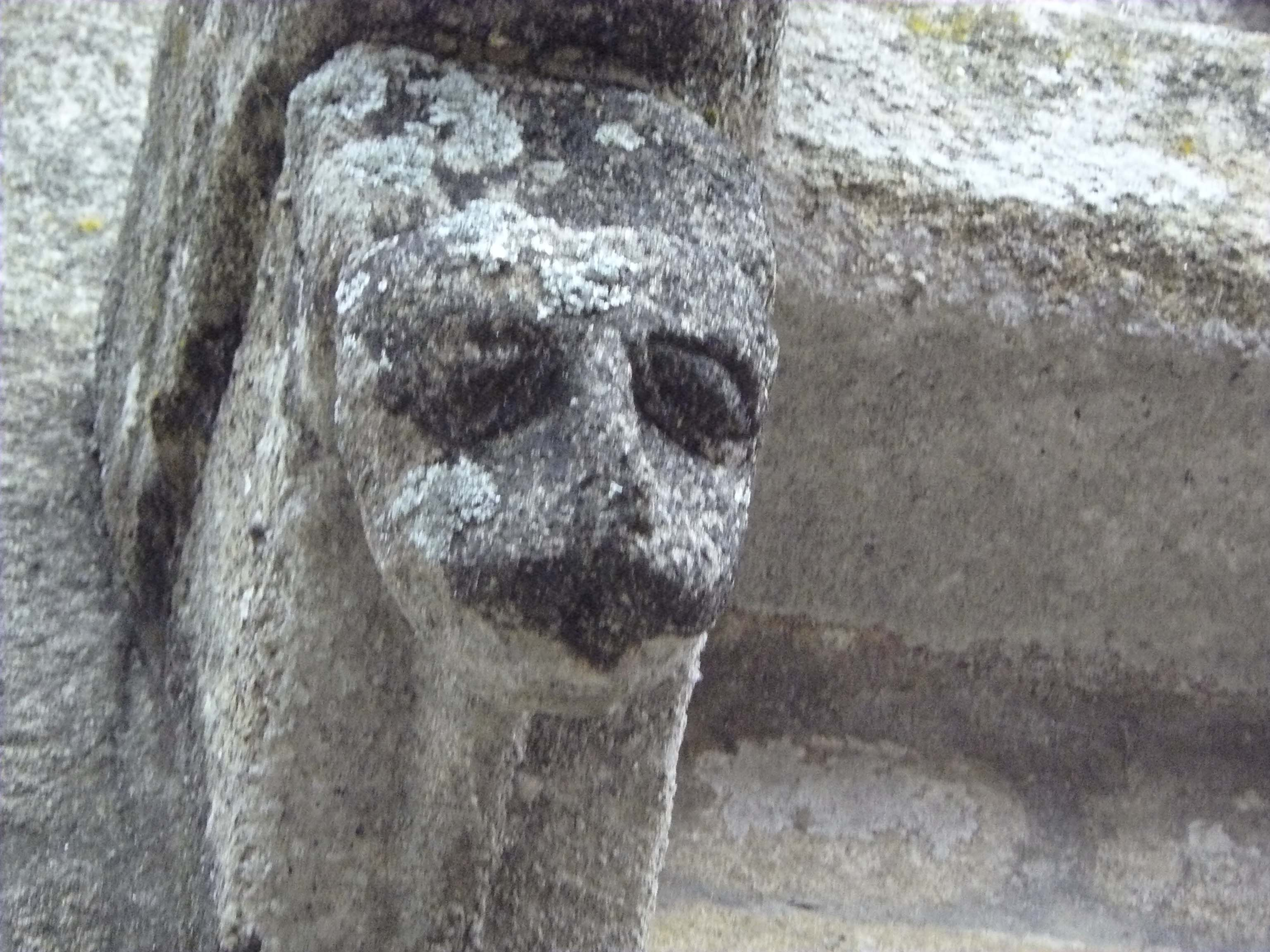
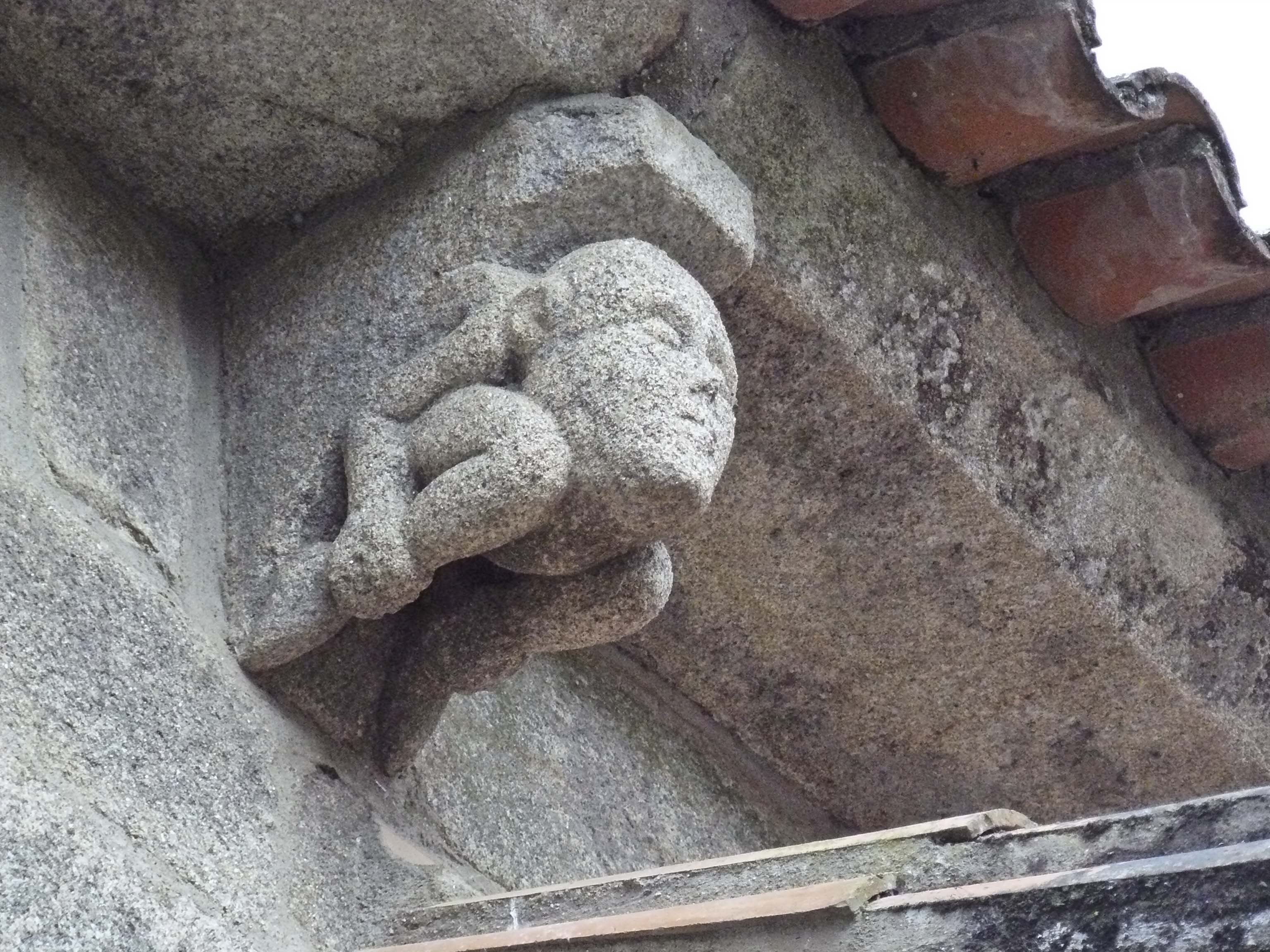
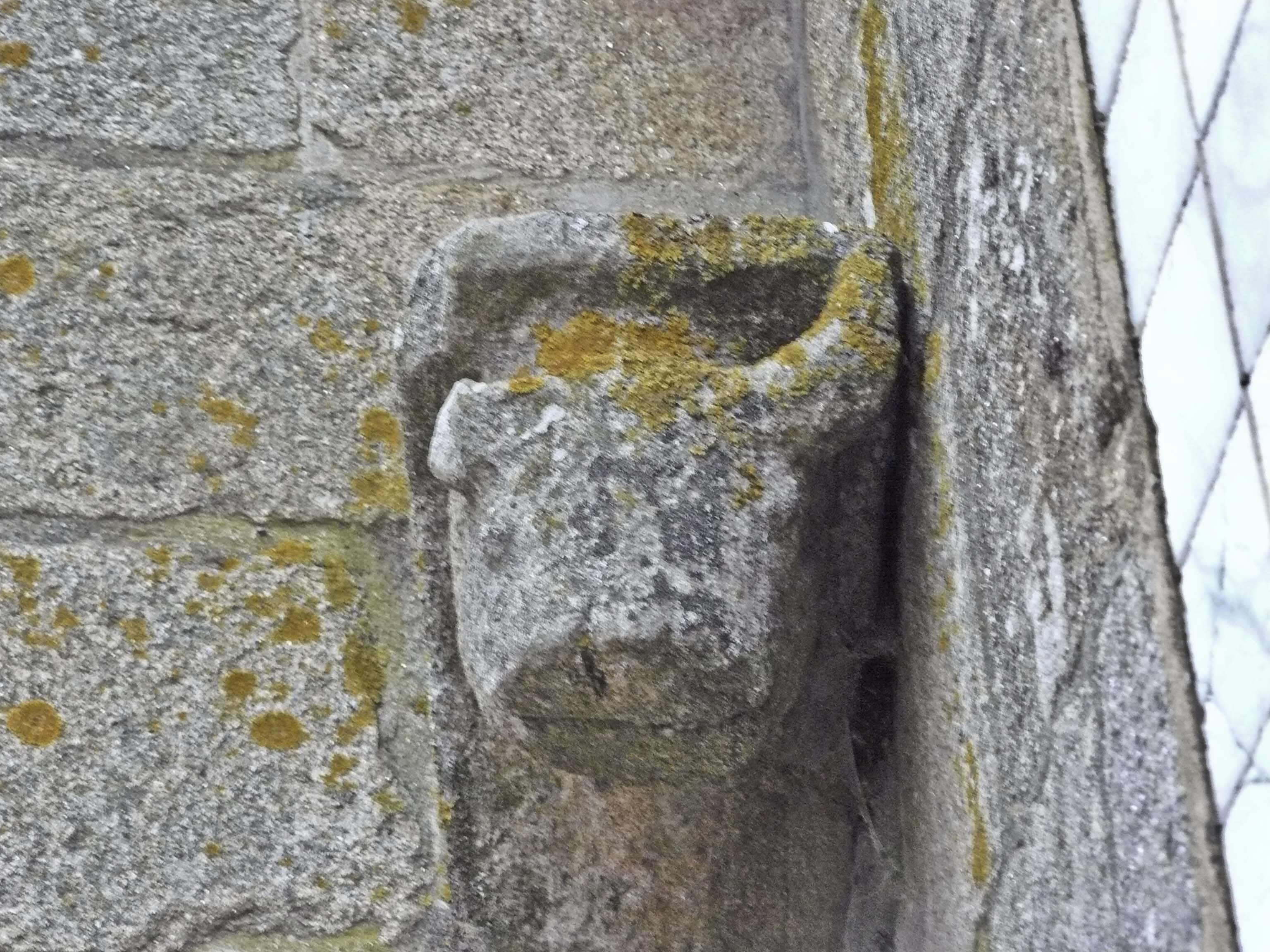
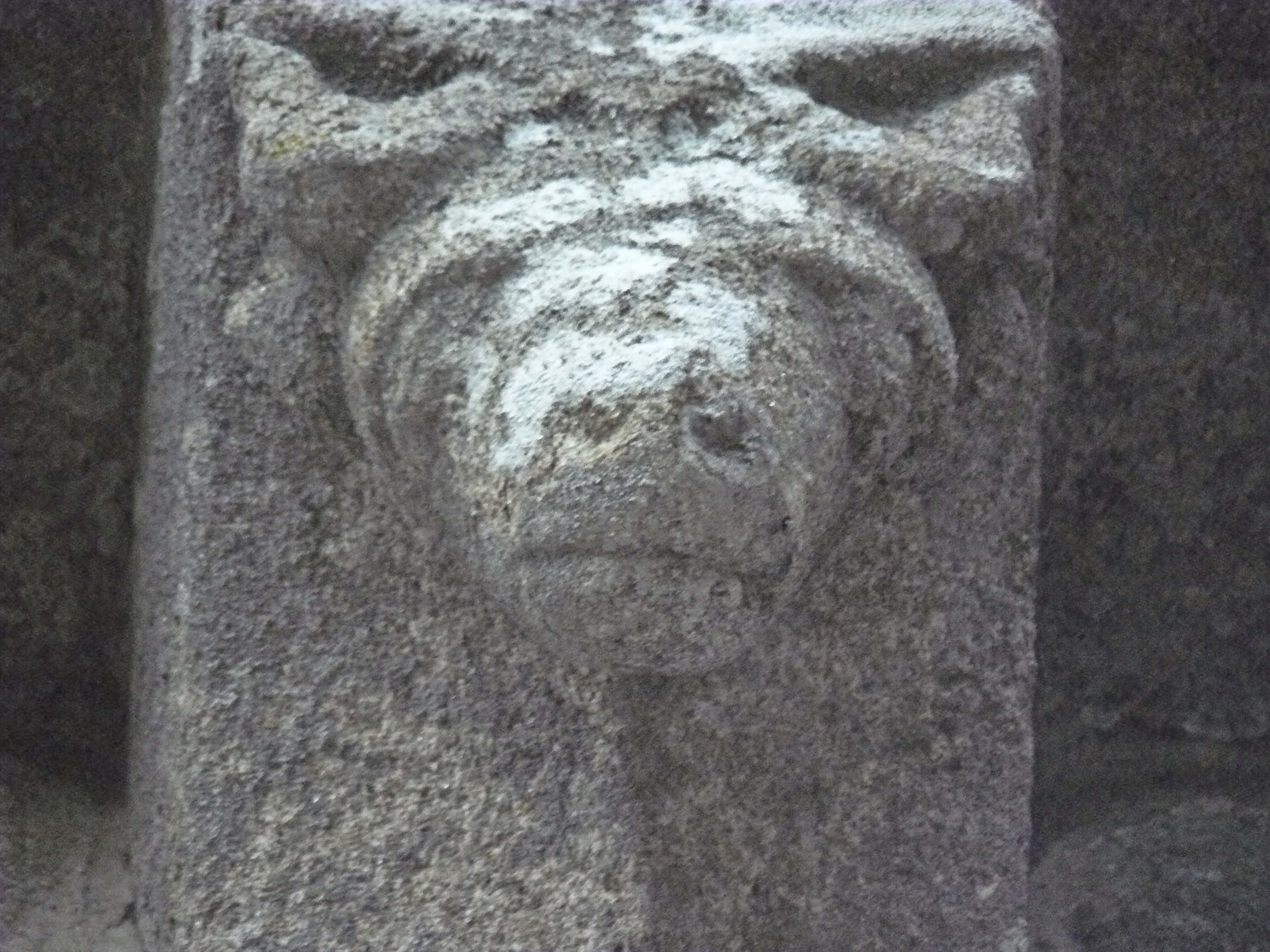
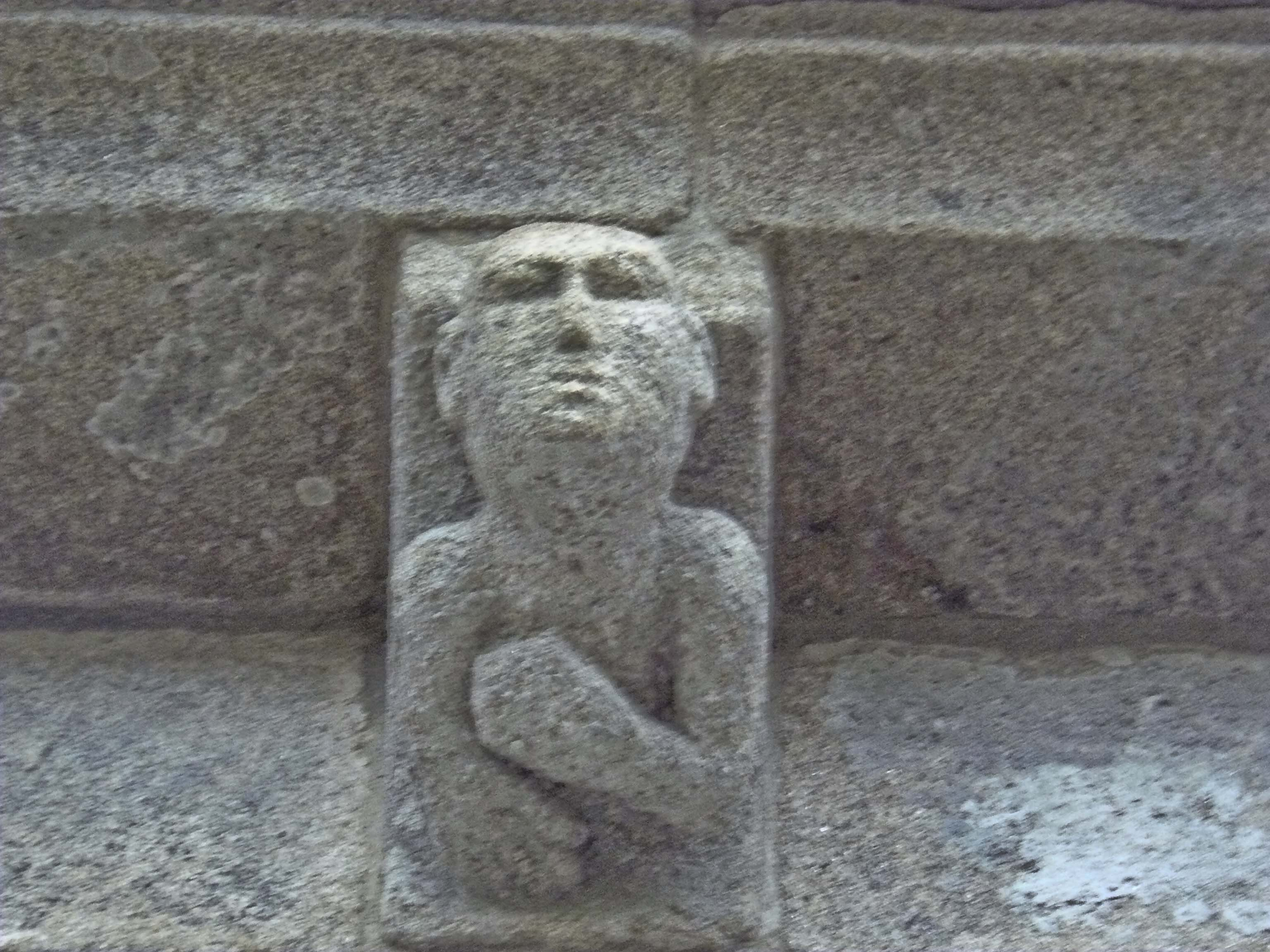